# Feliniopsis subsagula
Feliniopsis subsagula är en fjärilsart som beskrevs av Fletcher 1961. Feliniopsis subsagula ingår i släktet Feliniopsis och familjen nattflyn. Inga underarter finns listade i Catalogue of Life.